# Dilobeia
- Commons
- Wikispecies

Dilobeia é um género botânico pertencente à família Proteaceae.